# Луганське (Пологівський район)
Луга́нське (Рундевізе, Луганськ, № 21) — село в Україні, у Розівській селищній громаді Пологівського району Запорізької області. Населення становить 239 осіб. До 2018 орган місцевого самоврядування — Розівська селищна рада.
Село тимчасово окуповане російськими військами 24 лютого 2022 року в ході російсько-української війни.

## Географія
Село Луганське знаходиться біля витоків річки Каратиш, на відстані 1,5 км від селища Розівка. Через село проходить автомобільна дорога Н08, поруч проходить залізниця, платформа 386 км за 1,5 км. Землі села межують із Маріупольським районом Донецької області.

## Історія
Лютеранське село, засноване 1832 р. Засновники — 26 сімей із Біловезької колонії Рундевізе тощо. Лютеранський приход Ґрюнау. Землі 1620 десятин (1857; 27 подвір'їв і 7 безземельних сімей), 1725 десятин. Школа.
У 1925—1939 роках село входило до складу Люксембурзького німецького національного району Маріупольської округи (з 1932 — Дніпропетровської області, з 1939 — Запорізької області).
12 червня 2020 року, відповідно до розпорядження Кабінету Міністрів України № 713-р «Про визначення адміністративних центрів та затвердження територій територіальних громад Запорізької області», увійшло до складу Розівської селищної громади.
19 липня 2020 року, в результаті адміністративно-територіальної реформи та ліквідації  Розівського району увійшло до складу Пологівського району.

## Населення
| Рік  | Кількість мешканців |
| ---- | ------------------- |
| 1859 | 455                 |
| 1885 | 713                 |
| 1897 | 234                 |
| 1905 | 229                 |
| 1908 | 191                 |
| 1918 | 245                 |
| 1922 | 286                 |